# Tôi tư duy, nên tôi tồn tại

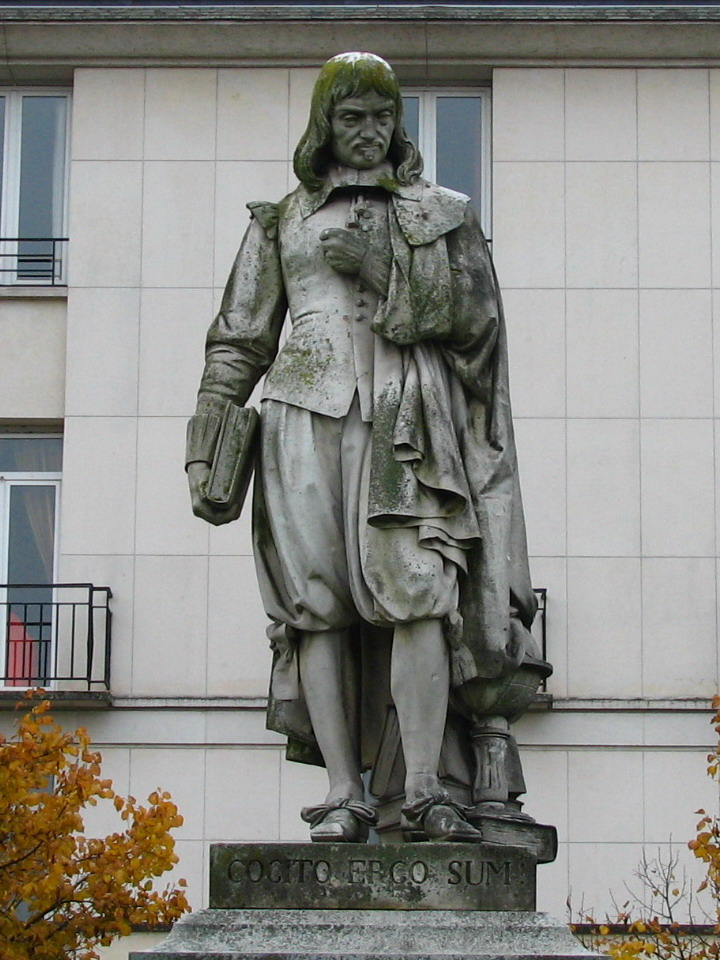
Tượng René Descartes tại Tours, dưới chân tượng là dòng chữ "Cogito, ergo sum"

Tôi tư duy, vậy thì tôi tồn tại hoặc Tôi tư duy, nên tôi tồn tại (tiếng Latin: Cogito, ergo sum) hay Tôi nghi ngờ, nên tôi tư duy, nên tôi tồn tại (Dubito, ergo cogito, ergo sum) là một phát biểu triết học được René Descartes sử dụng đã trở thành yếu tố nền tảng cho triết học Tây phương. "Cogito ergo sum" là bản dịch của khẳng định nguyên văn tiếng Pháp của Descartes: "Je pense, donc je suis", xuất hiện trong tác phẩm Discours de la méthode (1637) (Luận phương thức). Thuộc trường phái chủ nghĩa duy vật.
Dù ý tưởng diễn đạt trong Cogito ergo sum được nhiều người công nhận là của Descartes, nhiều tiền nhân của ông đã đưa ra những lý luận tương tự - đặc biệt là Thánh Augustine thành Hippo trong De Civitate Dei (Thành phố của Chúa) "Si [...] fallor, sum" ("Nếu tôi lầm, thì tôi tồn tại") (quyển 11, trang 26), ông cũng đã dự đoán được sự bác bỏ hiện đại của quan niệm này.